# Pouding chômeur (dessert)
Pour l’article homonyme, voir Pudding chômeur.
Le pouding chômeur est un dessert traditionnel québécois et acadien datant de la crise économique de 1929. Il est encore très populaire aujourd'hui et est servi autant à la maison que dans des restaurants et les cabanes à sucre.

## Histoire
Le pouding chômeur daterait de la Grande Dépression, une période de mise à pied massive dans les quartiers industriels de Montréal. La recette aurait été inventée par Georgette Falardeau, femme de Camilien Houde alors maire de Montréal, afin d'aider les femmes d'ouvriers mis à pieds à réconforter leur mari.
Les familles devaient se débrouiller avec le peu de ressources qu'elles avaient et la recette simple du pouding chômeur s'est rapidement propagée dans tous les milieux défavorisés de Montréal et de ses alentours. Les produits utilisés étaient peu coûteux et répandus, comme la farine, le beurre, le lait et la cassonade (moins chère que le sucre à l'époque), qui sont les quatre ingrédients originels de la recette. Ce dessert est devenu un classique de la cuisine familiale et des restaurants populaires au Québec.

## Description
Il s'agit d'un gâteau blanc fait avec de la farine, du beurre, des œufs et du lait, ou de la crème imprégné d'un sirop fait de cassonade et d'eau. Lors de la confection, le sirop est versé sur le mélange à gâteau, mais à la cuisson, celui-ci se retrouve en dessous et est plus consistant.
Le pouding chômeur peut se manger chaud ou à température ambiante et est souvent accompagné de crème glacée ou d'une sauce de crème et de sirop d'érable et peut également être saupoudré de sucre en poudre.

## Variantes
Aujourd'hui, le pouding chômeur comprend plusieurs variantes, la plus populaire étant celle au sirop d'érable, qui consiste à remplacer la cassonade par du sirop d'érable. Le lait ou la crème 35 % remplacent l'eau du sirop et, la majorité du temps, le sirop d'érable la cassonade. Certains additionnent la cassonade au sirop d'érable, ce qui rend le goût du dessert encore plus sucré.  Il existe aussi le pouding chômeur au chocolat. Par ailleurs, certains suggèrent l'ajout de quelques framboises fraîches au dessert.